# Панов, Егор Сергеевич
Егор Сергеевич Панов (род. 28 мая 1995, Рязань, Россия) — российский профессиональный баскетболист и тренер, игравший на позиции разыгрывающего защитника.

## Карьера
Егор Панов начинал заниматься баскетболом в спортивной школе ЦСКА, но затем перебрался в СШОР №56. С 2013 по 2016 годы выступал за молодёжную команду «Нижнего Новгорода».
13 февраля 2016 года Панов дебютировал на профессиональном уровне в составе МБА. В игре против «Рязани» Егор отметился 1 подбором и 1 передачей.
Перед началом сезона 2017/2018 стал игроком «Рязани».
Сезон 2019/2020 Панов начинал в Новосибирске, но в марте 2020 года перешёл в «Чебоксарские Ястребы».

## Личная жизнь
Егор Панов — сын известного российского баскетболиста Сергея Панова.
27 апреля 2020 года в семье Егора и его жены Анастасии родилась дочь Василиса.